# 佐爾坦·伊斯特凡
佐尔坦·伊斯特凡（英語：Zoltan Istvan，1973年—），全名为佐尔坦·伊斯特凡·杰耳科（英語：Zoltan Istvan Gyurko）是一名美国政治家，新闻工作者，企业家，和科技专家。2016年他代表超人类主义党参加政治竞选。2017年他以美国自由党身份竞选加州州长。之前，他在《国家地理》杂志上班。目前他也为一些媒体公司（比如 Huffington Post，Vice，TechCrunch, Newsweek, Wired）写文章，其内容涉及未来主义，世俗主义，前沿科技，和超人类主义领域。

## 外部連結
- http://www.zoltanistvan.com（页面存档备份，存于）
- https://twitter.com/zoltan_istvan（页面存档备份，存于）
- https://web.archive.org/web/20170704020704/http://2016.presidential-candidates.org/Istvan/
- http://www.zoltanistvan.com/TranshumanistParty.html（页面存档备份，存于）